# اميزينيوم ميتيل سلفات
اميزينيوم ميتيل سلفات (بالإنجليزية: Amezinium metilsulfate)‏ (الاسم التجاري Regulton) هو دواء محاكي الودي يستخدم لعلاج انخفاض ضغط الدم. وله آليات متعددة، بما في ذلك تحفيز مستقبلات ألفا وبيتا-1 وتثبيط امتصاص النورادرينالين والتيرامين.